# Amidy
Amidy – organiczne związki chemiczne zawierające grupę amidową R−NR′R″, gdzie R = reszta kwasowa; R′, R″ = wodór lub dowolna grupa organiczna. Amidy szeroko występują w przyrodzie. Są pochodnymi kwasów (zarówno organicznych, jak i nieorganicznych). Amidami są też polimery nazywane poliamidami.
Szczególnym przypadkiem poliamidów są peptydy i białka. Są to polimery powstające z α-aminokwasów. W przypadku peptydów i białek stosuje się termin wiązanie peptydowe zamiast terminu wiązanie amidowe. Jest to jednak takie samo wiązanie, a terminy te można uważać za synonimy.

## Klasyfikacja

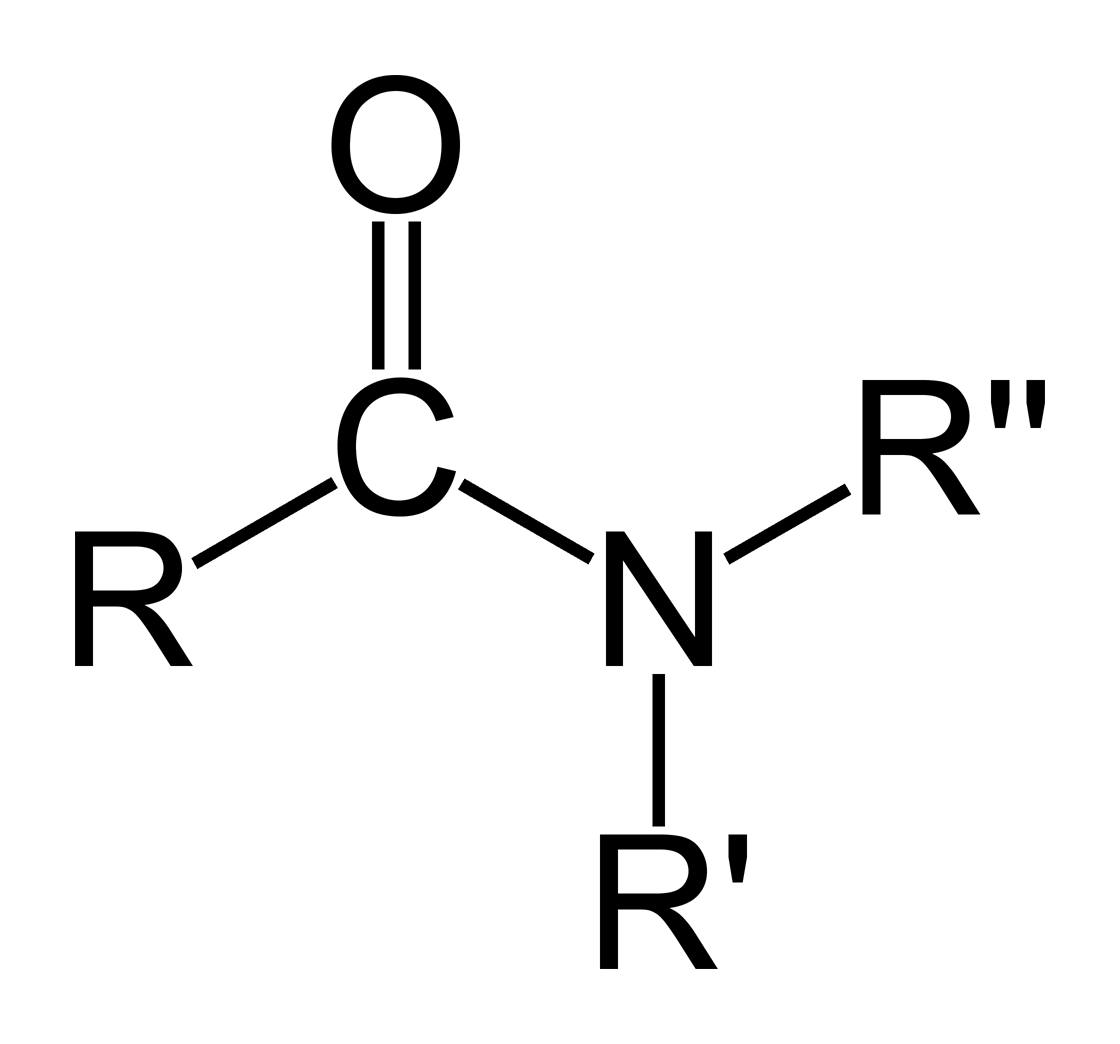
Wzór ogólny karboksyamidu (R, R′, R″ = H lub grupa organiczna)

Ze względu na rzędowość, amidy dzielą się na:
- pierwszorzędowe – mające jedną grupę acylową przy atomie azotu,
- drugorzędowe – mające dwie grupy acylowe (są to więc imidy)
- trzeciorzędowe – mające trzy grupy acylowe (triacyloaminy)

Międzynarodowa Unia Chemii Czystej i Stosowanej nie zaleca określać amidów jako pierwszo-, drugo- i trzeciorzędowych ze względu na liczbę podstawionych atomów wodoru w grupie −NH
2.
Ze względu na pochodzenie możemy wyróżnić m.in.:
- karboksyamidy – amidy kwasów karboksylowych[2], np. acetamid, acetanilid, asparagina, benzamid, formamid, LSD
- karbamidy – podstawione pochodne mocznika (karbamidu)
- sulfonamidy – pochodne kwasów sulfonowych
- amidy kwasów fosforu, np. cyklofosfoamid i amidofosforyny

## Otrzymywanie
Amidy można otrzymać głównie przez reakcje:
- kwasów
- halogenku acylowego
- bezwodnika kwasowego
- azydku acylowego

z
- amoniakiem (amidy pierwszorzędowe),
- aminą pierwszorzędową (amidy drugorzędowe),
- aminą drugorzędową (amidy trzeciorzędowe).

Przykładowe metody otrzymywania amidów:
- metoda mieszanych bezwodników
- metoda karbodiimidowa – w reakcji kwasów karboksylowych z aminami pierwszorzędowymi w obecności DCC jako czynnika sprzęgającego
- metoda karbodiimidowa z dodatkami – w reakcji kwasów karboksylowych z pierwszorzędowymi aminami w obecności DCC oraz odpowiednimi „dodatkami” np. N-hydroksysukcynoimidem, 3-hydroksy-4-keto-1,2,3-benzotriazyną lub N-hydroksybenzotriazolem (HOBt)[5][6]

Amidy arylowe otrzymać można z iminoeterów (R1
−O−C(=NR2
)R3
) w wyniku przegrupowania Chapmana. Reakcja przebiega na drodze wewnątrzcząsteczkowej aromatycznej substytucji nukleofilowej (SNAr):

Przegrupowanie Chapmana

Odmianę przegrupowania Chapmana zaobserwowano podczas benzoilowania reszty pirymidynowej urydyny. Produktem kinetycznym reakcji jest O4–benzoilourydyna, która w ciągu kilku godzin ulega spontanicznemu przegrupowaniu do N3-benzoilourydyny:

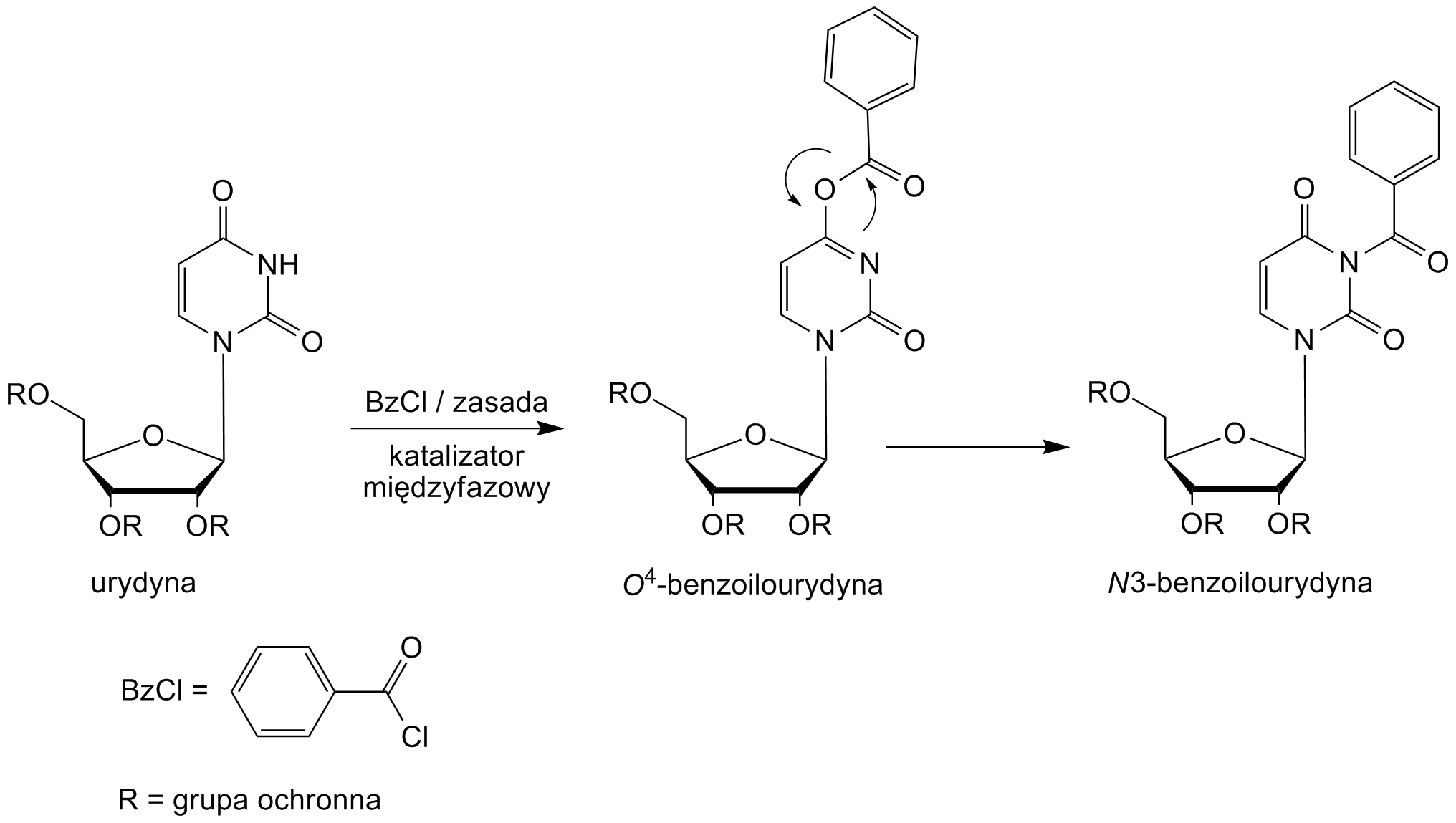
Benzoilowanie urydyny

## Właściwości chemiczne
Amidy są amfolitami, tzn. reagują zarówno z kwasami, jak i z zasadami, co jest spowodowane występowaniem tautomerii amidowo-imidowej.
Wiązanie amidowe jest zazwyczaj trwalsze od innych pochodnych kwasów karboksylowych (estrów, bezwodników kwasowych i halogenków kwasowych).

## Najważniejsze reakcje
- hydroliza w środowisku kwasowym do kwasów i soli
- hydroliza w środowisku zasadowym do soli i amoniaku lub amin
- estryfikacja alkoholami, katalizowana przez kwasy
- redukcja amidów do amin
- dehydratacja pierwszorzędowych amidów do nitryli.

## Zastosowanie
Amidy znalazły zastosowanie między innymi w lecznictwie, w przemyśle tworzyw sztucznych, jako plastyfikator, rozpuszczalnik, środek zwilżający w produkcji lakierów i materiałów wybuchowych, do impregnacji tkanin nieprzemakalnych (amidy kwasu stearynowego). Nukleozydowe amidy kwasu fosfonowego (amidofosforyny nukleozydów) są niezwykle reaktywne i wykorzystywane są jako najczęściej stosowane syntony do chemicznej syntezy oligonukleotydów.